# Villanueva de Villaescusa
Villanueva de Villaescusa es una localidad del municipio de Villaescusa (Cantabria, España). Está a una distancia de 0,8 kilómetros de la capital municipal La Concha. Villanueva está a 41 metros de altitud y en 2023 su población era de 4000 habitantes (INE). Destaca los lavadores de Orconera, uno de los restos más significativos de la actividad minera en Sierra de Cabarga. En esta localidad nacieron el empresario José Luis Cagigas Castanedo (1928-2010) y el escritor y político del Partido Socialista Obrero Español, Joaquín Leguina Herrán (1941), que fue el primer presidente de la Comunidad de Madrid, cargo que ocupó desde 1983 hasta 1995.
Cuenta con varios equipos de Fútbol el más destacado es la Sociedad Deportiva Villaescusa.